# Росс (округ, Огайо)
Округ Росс (англ. Ross County) располагается в штате Огайо, США. Официально образован в 1798 году. По состоянию на 2010 год, численность населения составляла 78 064 человек.

## География
По данным Бюро переписи США, общая площадь округа равняется 1 794,924 км2, из которых 1 785,004 км2 суша и 9,946 км2 или 0,550 % это водоёмы.

## Население
По данным переписи населения 2000 года в округе проживает 73 345 жителей в составе 27 136 домашних хозяйств и 19 185 семей. Плотность населения составляет 41,00 человек на км2. На территории округа насчитывается 29 461 жилых строений, при плотности застройки около 17,00-ти строений на км2. Расовый состав населения: белые — 91,74 %, афроамериканцы — 6,20 %, коренные американцы (индейцы) — 0,31 %, азиаты — 0,35 %, гавайцы — 0,02 %, представители других рас — 0,19 %, представители двух или более рас — 1,20 %. Испаноязычные составляли 0,58 % населения независимо от расы.
В составе 32,70 % из общего числа домашних хозяйств проживают дети в возрасте до 18 лет, 55,20 % домашних хозяйств представляют собой супружеские пары проживающие вместе, 11,10 % домашних хозяйств представляют собой одиноких женщин без супруга, 29,30 % домашних хозяйств не имеют отношения к семьям, 24,90 % домашних хозяйств состоят из одного человека, 10,30 % домашних хозяйств состоят из престарелых (65 лет и старше), проживающих в одиночестве. Средний размер домашнего хозяйства составляет 2,50 человека, и средний размер семьи 2,97 человека.
Возрастной состав округа: 24,00 % моложе 18 лет, 8,60 % от 18 до 24, 31,60 % от 25 до 44, 23,60 % от 45 до 64 и 23,60 % от 65 и старше. Средний возраст жителя округа 37 лет. На каждые 100 женщин приходится 108,30 мужчин. На каждые 100 женщин старше 18 лет приходится 109,00 мужчин.
Средний доход на домохозяйство в округе составлял 37 117 USD, на семью — 43 241 USD. Среднестатистический заработок мужчины был 35 892 USD против 23 399 USD для женщины. Доход на душу населения составлял 17 569 USD. Около 9,10 % семей и 12,00 % общего населения находились ниже черты бедности, в том числе — 15,10 % молодежи (тех, кому ещё не исполнилось 18 лет) и 10,20 % тех, кому было уже больше 65 лет.